# Міхновський Юрій Іванович
Юрій Іванович Міхновський (1870, с. Турівка, нині — Згурівський район Київська область — 1917, с. Ташань, нині — Переяслав-Хмельницький район Київська область) — рідний брат видатного українського політичного та громадського діяча Миколи Міхновського.

## Життєпис
Юрій Міхновський народився у родині сільського священика у селі Турівка Прилуцького повіту Полтавської губернії (нині належить до Київської області). Як і його брат Микола, Юрій закінчив прилуцьку чоловічу гімназію, а потім навчався на медичному факультеті Київського університету.
Служив у Російській царській армії, учасник двох воєнних кампаній — російсько-японської та першої Світової — дослужився до звання полковника. У цивільному табелі про ранги він мав звання надвірного радника. Одружений був зі своєю далекою родичкою, дочкою священика Михайла Міхновського, Марією Михайлівною Міхновською, яка в 1906 році народила сина Олексія.
Юрій Іванович Міхновський помер від епідемічного висипного тифу в Ташані у 1917 році, напередодні жовтневого перевороту. Марія Михайлівна пішла з життя незабаром услід за ним.